# Богданівка (зупинний пункт, Конотопська дирекція Південно-Західної залізниці)
Богданівка — зупинний пункт Південно-Західної залізниці. Розташований біля села Богданівка, на гілці, що з'єднує станцію Терещенська зі станцією Семенівка. Відкрито 1974 року.
Через станцію курсують дизельні потяги за напрямками: Новгород-Сіверський — Терещенська та Семенівка — Терещенська.